# Уберландия (футбольный клуб)
«Уберла́ндия» (порт. Uberlândia Esporte Clube) — бразильский футбольный (спортивный) клуб из одноимённого города в штате Минас-Жерайс.

## История
Клуб основан в 1922 году. «Золотым» периодом в истории клуба был конец 1960-х — середина 1980-х годов. В 1968 году «Уберландия» заняла третье место в чемпионате штата Минас-Жерайс, что до сих пор является рекордным показателем для команды. В 1978 году «Уберландия» дебютировала в высшем дивизионе чемпионата Бразилии (тогда он назывался «Бразильский кубок»), а годом позже заняла в нём девятое место — лучший результат в истории клуба. В 1984 году «Уберландия» выиграла Серию B чемпионата Бразилии, став третьей командой из штата Минас-Жерайс (помимо двух традиционных «грандов» — «Крузейро» и «Атлетико Минейро»), которой удалось выиграть трофей на общебразильском уровне; в том же году команда продолжила выступление в поздних стадиях высшего дивизиона. В 1985 году «Уберландия» провела свой четвёртый и последний сезон в бразильском высшем дивизионе (в тот год он назывался «Золотой кубок»). В 1986 году команда вновь сумела занять третье место в чемпионате своего штата.
В сезоне 2009 клуб возвратился в высший дивизион (Модуль I) чемпионата штата. По его итогам «Уберландия» получила право выступать во вновь образованной Серии D чемпионата Бразилии.
Домашние игры проводит на стадионе «Парке ду Сабия».

## Достижения
- Третий призёр чемпионата штата Минас-Жерайс (2): 1968, 1986
- Обладатель Кубка Минас-Жерайс (1): 2003
- Победитель Серии B Бразилии (1): 1984